# アカデミー・オリンピア

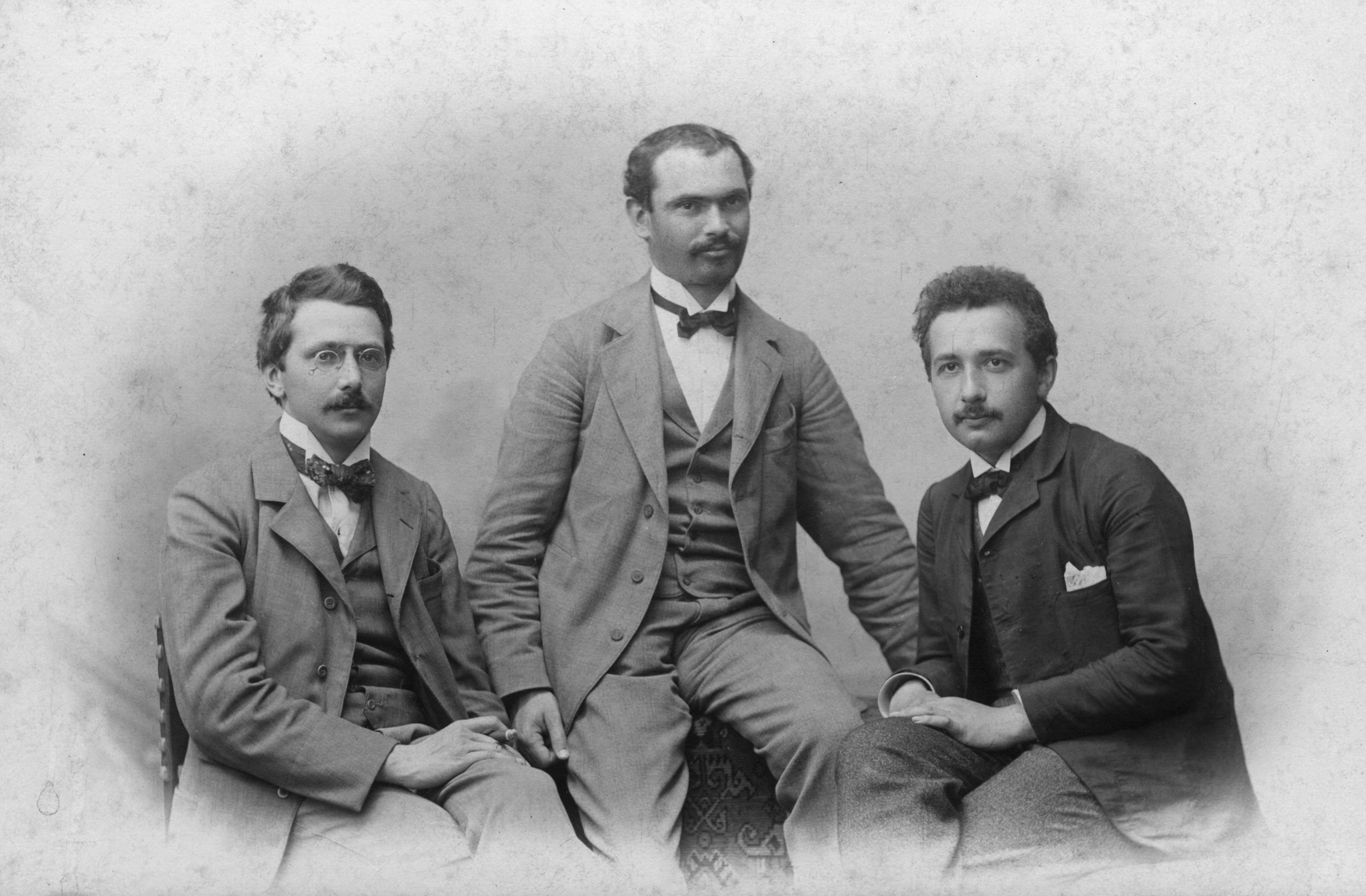
アカデミー・オリンピアの創設者。コンラート・ハービヒト、モーリス・ソロヴィン、アルベルト・アインシュタイン

アカデミー・オリンピア（ドイツ語: Akademie Olympia）とは、スイス・ベルンのアルベルト・アインシュタインのアパートなどに集まって、哲学や物理学について議論していた友人たちのグループである。

## 概要
1902年にアインシュタイン、コンラート・ハービヒト、モーリス・ソロヴィンの3人で設立されたグループであり、アインシュタインの知的成長に重要な役割を果たした。アインシュタインがベルンで特許事務員をしていた「奇跡の年」（1905年）の時期、友人たちが集まって、物理学や哲学の分野の本の内容について討論していた。
このグループは、アインシュタインが、特許庁に就職する前の1901年に生活のために数学や物理学の個人レッスンをしていたことに端を発している。ルーマニア人の哲学科の学生ソロヴィンは、アインシュタインが出した広告に応じてレッスンを申し込んだ。実際には、個別指導も報酬も実現しなかったが、2人は定期的に会って、物理学と哲学という共通の関心事について話し合うようになった。やがて、シャフハウゼンでアインシュタインの隣人だった数学者のハービヒトも加わった。このグループは1902年に「アカデミー・オリンピア」と名づけられた。時折、他の友人が参加することもあったが、1904年にアインシュタインが、1905年にハービヒトがベルンを離れるまで、アカデミーは基本的にアインシュタイン、ハービヒト、ソロヴィンの3人だけで構成されていた。
アインシュタインが最初に読んでみようと提案した本は、カール・ピアソンの『科学の文法』(The Grammar of Science)だった。3人は、自分たちの研究についてはもちろん、エルンスト・マッハの『感覚の分析』(Analyse der Empfindungen)、アンリ・ポアンカレの『科学と仮説』(Wissenschaft und Hypothese)、ジョン・スチュアート・ミルの『論理学の体系』(A System of Logic)、デビッド・ヒュームの『人間性の問題』(Treatise of Human Nature)、バールーフ・デ・スピノザの『エチカ』(Ethica)などの書物や、ミゲル・デ・セルバンテスの『ドン・キホーテ』Don Quixoteなどの文学作品についても議論を交わした。
アカデミーは短い期間ではあったが、この3人にとって永続的な影響を与えた。彼らは生涯にわたって連絡を取り合い、アインシュタインは、後の科学者としてのキャリアにも影響を与えたと語っている。

## メンバー

### コアメンバー
- アルベルト・アインシュタイン (1879–1955) - コアメンバー、ホスト、議長。チューリッヒ連邦工科大学の卒業生
- モーリス・ソロヴィン（英語版） (1875–1958) - コアメンバー。哲学科の学生
- コンラート・ハービヒト（英語版） (1876–1958) - コアメンバー。数学者

### その他のメンバー
- ポール・ハービヒト (1884–1948) - コンラート・ハービヒトの弟
- ミケーレ・ベッソ（英語版） (1873–1955) - 機械工学者
- マルセル・グロスマン (1878–1936) - 数学者。アインシュタインの同級生
- ルシアン・チャバン (1868–1942) - 電気工学者
- ミレヴァ・マリッチ (1875–1948) - アインシュタインの最初の妻（1903年に結婚）、チューリッヒ連邦工科大学の同級生。ソロヴィンによれば、ミレヴァは議論に参加せず見ていただけだったという[3]。